# O.G.S. Crawford
Osbert Guy Stanhope Crawford CBE FBA FSA (28. oktober 1886 – 28. november 1957) var en britisk arkæolog, der var specialiseret i forhistorisk Storbritannien og Sudan. Han var en fortaler for luftarkæologi, og tilbragte det meste af sin karriere i Ordnance Survey (OS) og skreve en række bøger om arkæologiske emner. Han var også med til at fotografere udgravningerne af Sutton Hoo, hvor han tog 124 fotograafier fra 24. til 29. juli 1939